# Pirámide de Sahura
La pirámide de Sahura es una pirámide del Antiguo Egipto ubicada en Abusir, Egipto. Fue la primera pirámide construida en la zona de Abusir, al norte de Sakkara, durante la quinta dinastía por el faraón Sahura. En egipcio antiguo, la pirámide se conocía como "El espíritu de Sahura brilla" y era célebre por su construcción artística.

## Construcción

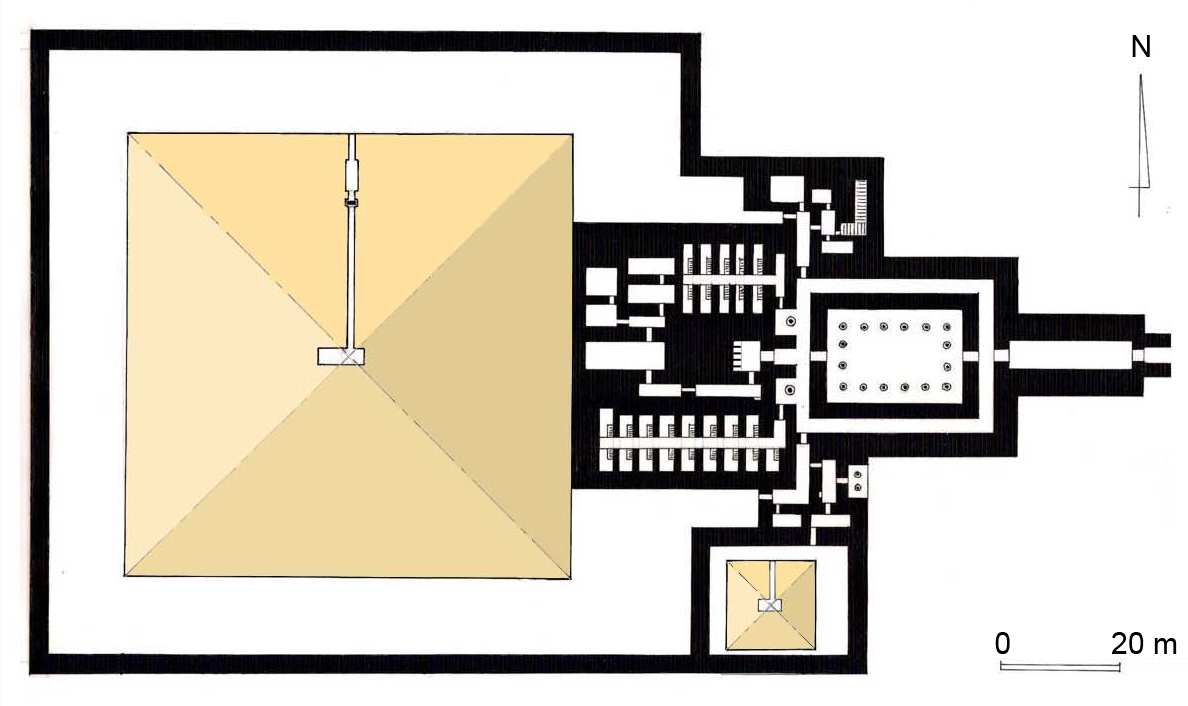
Complejo piramidal de Sahure en Abusir

Para la construcción de su monumento funerario, Sahura no utilizó la necrópolis real de Saqqara pues su objetivo era establecer un nuevo cementerio en Abusir. Este nuevo emplazamiento fue utilizado también por sus cuatro sucesores. El sitio se encuentra a unos cuatrocientos metros al sureste del templo solar de Userkaf, su predecesor.
La pirámide de Sahura tiene un tamaño ligeramente menor que la pirámide de Userkaf, el anterior faraón. Dicha construcción es significativamente menor que las gigantescas pirámides de la cuarta dinastía. En los años siguientes, las dimensiones básicas y la estructura del complejo funerario de Sahura serían adoptados por otros reyes del Antiguo Egipto. La construcción del complejo de la pirámide de Sahura se completó antes de la muerte del rey.

## El complejo
El complejo que rodea la pirámide incluye una pirámide central y un templo funerario construido de basalto negro, arenisca roja y caliza, con sus muros decorados por unos diez mil metros cuadrados de bellos bajorrelieves. El complejo también incluía una calzada procesional de 235 metros de largo desde la pirámide hasta la ribera del lago Abusir.
El templo funerario, a diferencia de la pirámide, está bien conservado.

## Excavaciones
En el siglo XIX, tanto Pering como Karl Richard Lepsius excavaron la pirámide, pero en esa época las excavaciones no se llevaban a cabo con demasiado rigor. Entre 1902 y 1908, Ludwig Borchardt realizó una excavación más completa, que más tarde documentó en un libro escrito en dos volúmenes.